# Őslények országa 11. – A pöttömszauruszok támadása
Az Őslények országa 11. – A pöttömszauruszok támadása (eredeti cím: The Land Before Time XI: Invasion of the Tinysauruses) az Őslények országa sorozat tizenegyedik, 2004-ben megjelent, csak DVD-re kiadott része.

## Cselekmény
Csodaszép virágzó fa nyílik a virágzó völgyben, melyből mindenki egyetlen napon és egyszerre ehet, hogy mindenkinek jusson. Tappancs, aki épp azon kesereg, hogy sosem nő meg, úgy dönt, legalább a nektárfa virágjából ő eszik először. Megcsúszik a földön, rázuhan a fára, és leveri az összes virágot róla. Mire magához tér, apró hosszúnyakúak veszik körül, akik fölfalják az összes virágot. Mikor ez kiderül, minden dinoszaurusz a kicsi dinókra vadászik. Tappancs és barátai véletlenül találnak rájuk, mert egy nyíláson át beesnek a pöttömök rejtekhelyére. A felnőttek először ki akarják zárni a pöttömöket a virágzó völgyből, de végül is egymásnak segítenek az élesfogúak ellen és mind barátok lesznek.

## Szereplők
| Szereplő | Eredeti hang          | Magyar hang                     |
| --- | --------------------- | ------------------------------- |
| Tappancs (Apatosaurus) | Aaron Spann           | Baradlay Viktor                 |
| Kistülök (Triceratops) | Anndi McAfee          | Csifó Dorina                    |
| Kacsacsőr (Saurolophus) | Aria Noelle Curzon    | Talmács Márta Csuha Bori (ének) |
| Röpcsi (Pteranodon) | Jeff Bennett          | Bolba Tamás                     |
| Tüskés (Stegosaurus) | Rob Paulsen           | (saját hangján)                 |
| Tappancs nagymamája | Miriam Flynn          | Szabó Éva                       |
| Tappancs nagypapája | Kenneth Mars          | Papp János                      |
| Turcsi bácsi, Kistülök apja | John Ingle            | Ujlaki Dénes                    |
| Mesélő | John Ingle            | Mihályi Győző                   |
| Tria | Camryn Manheim        | Kocsis Judit                    |
| Nagyapus (Mussaurus) | Michael Clarke Duncan | Vass Gábor                      |
| Rocky | Nika Futterman        | Morvay Bence                    |
| Skitter | Leigh Kelly           | Czető Ádám                      |
| Lizzie | Cree Summer           | Mánya Zsófi                     |
| Dusty | Ashley Rose           | Czető Zsanett                   |
| Kacsacsőr anyukája | Tress MacNeille       | ?                               |
| Röpcsi anyukája | Tress MacNeille       | ?                               |
| Velociraptor | Frank Welker          | (saját hangján)                 |
| Mr. Anky | TBA                   | Faragó András                   |
| További magyar hangok |                       |                                 |
| Csampisz Ildikó, Hegedűs Miklós, Kántor Kitty, Kerekes Andrea (ének), Koffler Gizi, Penke Bence, Seder Gábor, Sz. Nagy Ildikó (ének), Tamási Nikolett, Ungvári Gergő, Ungvári Zsófi |                       |                                 |